# 森大造
森 大造（もり だいぞう、1985年12月20日 - ）は、日本のミュージシャン、ギタリスト、シンガーソングライター、元子役俳優である。和歌山県和歌山市出身。
自身のアーティスト活動の他に、WaTの小池徹平への楽曲提供。戸田恵梨香 主演映画「恋極星」の挿入歌に採用される。
サポートギタリストとしてはDEEP、加藤和樹、シシド・カフカの前身バンド「eddy12」などのアーティストのツアー、セッションに参加。
現在はダンスカンパニー「コンドルズ」のバンドプロジェクト、FF0000に参加している。

## 来歴
1999年11月(14歳)始めてギターを握り、同年12月よりオリジナル楽曲を創り始める。
2004年4月　和歌山OLD TIMEでの初ワンマンライブで160人動員。Chicken George Records よりファーストミニアルバム「A POET」リリース。現在オリジナル楽曲数300曲以上。

## ディスコグラフィー

### CD
- 8 -eight-（2017年3月1日）
- Blue bird（2009年1月28日）
- A POET（2004年4月3日）